# Roihupelto (zajezdnia)
Roihupelto (fiń. Roihupellon metrovarikko, szw. Kasåkers metrodepå) – zajezdnia metra helsińskiego, znajdująca się na osiedlu Roihupelto. Do sieci metra przyłączona jest pomiędzy stacjami Siilitie i Itäkeskus. Połączona jest też z siecią kolejową odcinkiem do stacji Oulunkylä. Oprócz budynków warsztatowych znajduje się w niej również tor testowy, gdzie pociągi mogą rozwijać prędkość ponad 100 km/h.
27 stycznia 1973 w zajezdni spłonął pociąg M1 – jedna z dwóch pierwszych jednostek testowych metra helsińskiego.